# 가주지 미쓰토요
카쥬지 미츠토요(일본어: 勧修寺 光豊 かじゅうじ みつとよ[*])은 아즈치모모야마 시대부터 에도 시대 초기에 살은 공경이다. 관위는 종2위 곤다이나곤, 증내대신이다.

## 약력
덴쇼 3년 (1575년), 준대신 카쥬지 하루토요의 아들로 태어났다. 덴쇼 11년 (1583년)에 원복했다. 게이초 4년 (1599년), 정4위 참의에 서위, 임관했다. 도쿠가와 이에야스에 의해 에도 막부가 개부되자, 첫 부케텐소로써 막부와의 관계 융화에 힘썼다.
게이초 17년 (1612년) 10월 25일, 중병에 걸려 종2위 곤다이나곤으로 승진하지만, 10월 26일에 38세의 나이로 사망했다. 내대신에 추증되었다.
일기에 "미츠토요 공기"가 있어, 에도 시대 초기의 역사를 알 수 있는 중요한 사료이다.

## 등장 작품
- 아오이 도쿠가와 삼대 (2000년, NHK대하드라마, 배우 이노우에 노리히로)